# 臼齒魚
臼齒魚（學名：Mylopharodon conocephalus），為輻鰭魚綱鯉形目雅羅魚科的其中一種，分布於北美洲美國加利福尼亞州薩克拉門托河至聖約昆河及Russian河流域，本魚體細長，體上部是棕色到暗青銅色，較大的魚顏色最深，側面是銀色，背鰭起於腹鰭之後，側線上有69-81鱗片，背鰭有8條鰭條，顎部不可伸展，且有前顎繫帶。鼻子又長又尖，口端位且大，一直延伸到眼睛的前面，有2.5-4.2顆咽齒，繁殖時，成年雄性在頭部和從頭部延伸到尾柄的帶子上長出白色的小結節，體長可達100公分，棲息在沙石底質的中大型河流及湖泊，屬雜食性，以藻類、昆蟲等為食，通常清晨及傍晚活動力較強，繁殖期在春季，會進行洄游，雌魚會在沙石淺灘上產卵，雌魚的繁殖能力很強，可產超過20,000個卵，幼魚孵化後，會在植被生長茂密的溪流邊緣，隨著成長游進較深水域。